# آرمی آو تو (مجموعه بازی)
آرمی آو تو (به انگلیسی: Army of Two) مجموعه بازی ویدئویی به سبک تیراندازی سوم شخص است که توسط ای‌اِی ونکوور توسعه یافته و به‌وسیلهٔ ویسرال گیمز برای پلی‌استیشن ۳، اکس‌باکس ۳۶۰ و پلی‌استیشن همراه منتشر شده‌است. هدف اصلی در این مجموعه بازی انجام ماموریت های جنگی به صورت تیمی و همکاری شده می باشد. تا کنون سه نسخه از این بازی منتشر شده است که اولین نسخه آن با نام آرمی آو تو در مارس ۲۰۰۸ ، نسخه دوم آن تحت عنوان آرمی آو تو: روز چهلم در ژانویه ۲۰۱۰ و نسخه پایانی آن آرمی آو تو: کارتل شیطانی در مارس ۲۰۱۳ منتشر شد.

## بازخوردها
| بازی                     | متاکریتیک                               |
| ------------------------ | --------------------------------------- |
| آرمی آو تو               | (PS3) 74/100 (X360) 72/100              |
| آرمی آو تو: روز چهلم     | (PS3) 74/100 (X360) 73/100 (PSP) 49/100 |
| آرمی آو تو: کارتل شیطانی | (PS3) 58/100 (X360) 54/100              |